# Franz Vorwerk
Franz Vorwerk (* 25. Oktober 1884 in Emstek; † 12. November 1963 in Münster) war ein deutscher katholischer Priester und von 1933 bis 1940 Bischöflich Münsterscher Offizial in Vechta.

## Leben
Vorwerk war der Sohn des Bauern Heinrich Nikolaus Vorwerk und dessen Ehefrau Anna Maria Sophia Elisabeth geb. Hüsing. Er besuchte das Gymnasium Antonianum Vechta und studierte von 1906 bis 1910 Theologie an der Westfälischen Wilhelms-Universität in Münster. Die Priesterweihe empfing er in Münster am 21. Mai 1910. Anschließend kam er im August 1910 als Vikar nach Oldenburg und wurde nach Ausbruch des Ersten Weltkrieges ab September 1914 als Militärgeistlicher eingezogen. Im Februar 1918 kehrte er nach Oldenburg zurück und wurde bis 1926 als Kaplan an St. Peter tätig.
Nebenamtlich engagierte sich Vorwerk in der Gefängnisseelsorge. Dies führte dazu, dass er 1926 als Strafanstaltsgeistlicher nach Vechta berufen wurde. Weitere neben- und ehrenamtliche Tätigkeiten umfassten die Leitung des Oldenburger Caritasverband, die Landesgeschäftsführerposition des Volksvereins für das katholische Deutschland und die Bezirkspräsesfunktion der Katholischen Arbeitervereine des Landes Oldenburg. Zeitweilig übernahm er dazu auch den Religionsunterricht am Gymnasium in Vechta.
Franz Vorwerk wurde am 14. November 1933 von dem erst kurz zuvor eingesetzten Münsterschen Bischof Clemens August von Galen zum Offizial in Vechta ernannt. Mit den seit Juni 1932 im Freistaat Oldenburg regierenden Nationalsozialisten kam es schon bald zu Spannungen, die sich Anfang 1934 wegen des Vorgehens der Landesregierung gegen kirchliche Verbände und wegen des ersten Osterhirtenbrief des Bischofs Galen verschärfte. In diesem griff Galen 1934 zentrale Aussagen der NS-Ideologie an, bezeichnete sie als Neuheidentum und lehnte eine Nationalkirche, die auf den Lehren von Blut und Rasse beruhe, strikt ab. Ab 1936 kam es zudem zu Konflikten mit der nationalsozialistischen Landesregierung von Oldenburg über das Kruzifix in Schulen („Kreuzkampf“) und die Bekenntnisschule. Im Mai 1938 kam es in Goldenstedt gegen die Errichtung einer Gemeinschaftsschule anstelle der konfessionellen Volksschule zu einem Streik katholischer und evangelischer Eltern. Zwölf Männer wurden in der Folge verhaftet und in Konzentrationslager gebracht. Vorwerk übernahm die Verantwortung für den Streik und erreichte, dass die Verhafteten nach einem halben Jahr nach Hause zurückkehren konnten. Im Juni 1938 verbannte ihn die Regierung allerdings deswegen aus dem Land Oldenburg und verbrachte ihn am 30. Juni 1938 zwangsweise nach Münster. Nachdem er im April 1940 das Amt des Bischöflichen Offizials niedergelegt hatte, residierte er dort anschließend bis 1941 als Domkapitular und Geistlicher Rat am Generalvikariat. Sein Amtsnachfolger in Vechta wurde Johannes Pohlschneider.
Am 4. Mai 1941 wurde er dann weiter nach Brüel verbannt, wo er bis zum Ende des Zweiten Weltkriegs blieb. Ende 1945 kehrte er nach Münster zurück und leitete nach dem Tod des Bischofs Galen als Kapitularvikar das dortige Bistum von 1946 bis zum Oktober 1947. Im Januar 1948 wurde ihm das Amt des Leiters der Bonifatiusvereine im Bistum übertragen. Vorwerk starb am 12. November 1963. Er wurde auf dem Domherrenfriedhof in Münster begraben.

## Weblink
- Gelhaus, H.: Das politisch-soziale Milieu in Südoldenburg von 1803 bis 1936. Oldenburg, 2000 (Memento vom 13. Juni 2011 im Internet Archive)